# Крыжановский, Степан Фёдорович
Степан Фёдорович Крыжановский (27 декабря 1912, село Педосы, Проскуровский уезд, Подольская губерния, Российская империя — 8 июня 1976, село Педосы, Хмельницкий р-н., Хмельницкая обл., УССР) — бригадир тракторно-полеводческой бригады Сталинградского совхоза Джетыгаринского района Кустанайской области, Казахская ССР. Герой Социалистического Труда (1957).

## Биография
Родился в 1912 году в крестьянской семье в селе Педосы Проскуровского района. С апреля 1955 года трудился трактористом на освоении целины в зерносовхозе «Сталинградский» (с 1961 года — совхоз «Волгоградский») Джатыгаринского района. В первый же год своей работы на тракторе ДТ-54 обработал 1060 гектаров целины. В последующем году был назначен помощником бригадира и затем — бригадиром тракторно-полеводческой бригады.
Бригада под его руководством ежегодно показывала высокие трудовые результаты. В 1956 году первой в совхозе засеяла 4050 гектаров. В этом же году бригада убрала зерновые на площади 3697 гектаров и получила в среднем по 17,4 центнеров пшеницы с каждого гектара. Указом Президиума Верховного Совета СССР от 11 февраля 1957 года удостоен звания Героя Социалистического Труда за «особо выдающиеся успехи, достигнутые в работе по освоению целинных и залежных земель, и получение высокого урожая» с вручением ордена Ленина и золотой медали «Серп и Молот» (№ 7216).
После выхода на пенсию проживал в селе Педосы УССР. Умер в июне 1976 года.